# ヤン・ヴィルスガールド
ヤン・ヴィルスガールド（Jan Wilsgaard 、1930年1月23日 - 2016年8月6日）は、スウェーデンのカーデザイナーである。

## 経歴
1950年から1990年までボルボでチーフデザイナーを務めたヴィルスガールドは、1930年 にニューヨークのブルックリンで生まれた。
彼は、共同創立者の1人アッサール・ガブリエルソンがまだ社長だった当時のボルボに入社する前に、ヨーテボリの応用美術の学校（現在のHDK）で学んだ。
ヴィルスガールドは、ボルボでの地位を著名なデザイナーであるピーター・ホーベリー（Peter Horbury）に後を譲った。
ヴィルスガールドは、その在任期間中にごく僅かな例外（例えばボルボ・1900スポーツとP1800クーペ）を除いて、ほぼ全てのボルボ車をチーフデザイナーとして手掛けた。
彼の最初の仕事の1つは、PVデュエット バンのリアウインドの形を改良することだった、ヴィルスガールドはアマゾン、145、760と850シリーズのエステート版を続々とデザインし続けた。この期間にボルボはステーションワゴン／エステート型のボディと密接な結びつきを持つようになった。
アマゾンや144のデザインに加えてヴィルスガールドは、高評価のボルボ・164と同様にP1800クーペをエステート版へ改装した成功作の1800ESもデザインした。 
ボルボ・C30をデザインしたチーフスタジオデザイナーのサイモン・ラマーレ（Simon Lamarre）によると、「1800ESはボルボのアイコンの1つになった。」
：写真で見るボルボ・164のデザインコンセプトの変遷を参照
ボルボ・140シリーズをデザインした時にヴィルスガールドは「簡潔さは美である。」という信条を用いた。このデザインは車の頑丈さ、控えめな品質感を象徴していたが、後年には創造力や大胆さの欠如が指摘された。ボルボ・240シリーズのスウェーデンでの大成功に関してヴィルスガールドはこう述べたと言われている。
「（その成功は）車がまるでスウェーデン人自身の様に少し四角くばって鈍かったからでしょう。」
2016年8月16日、死去。

## 代表作
- P179、「マーガレット・ローズ（Margaret Rose）」という名の方が有名
- ボルボ・フィリップ（1952年）
- PV 179（1952年）
- ボルボ・120（P1200/120）（1956年）
- Volvo P1400（1967年）（Volvo 140）
- ボルボ・164（1968年）
- ボルボ・140（1966年）
- ボルボ・240（1974年）
- ボルボ・740（1982年）
- ボルボ・760（1982年）
- ボルボ・780（1985年）
- ボルボ・850（1991年）

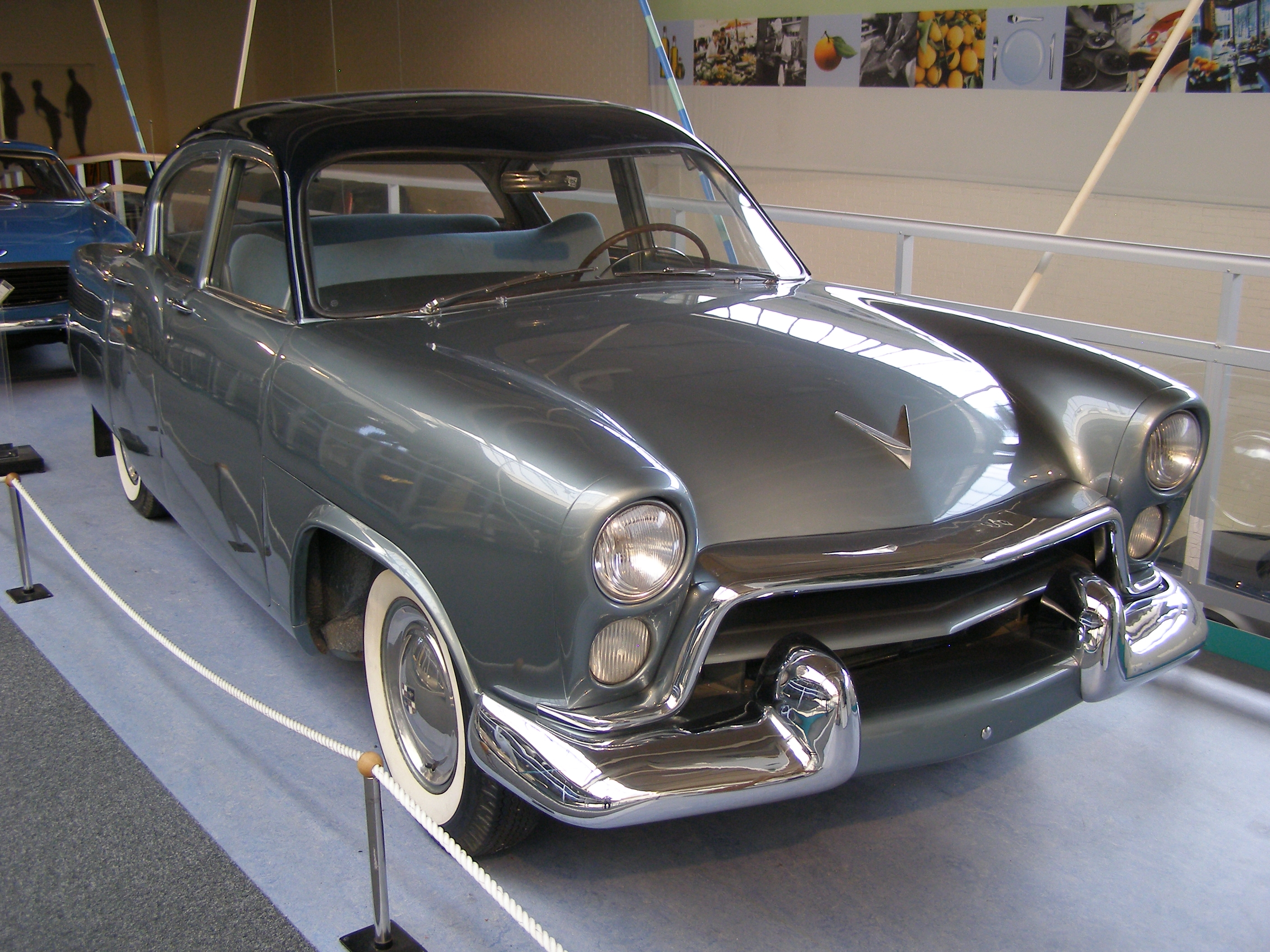
ボルボ・フィリップ
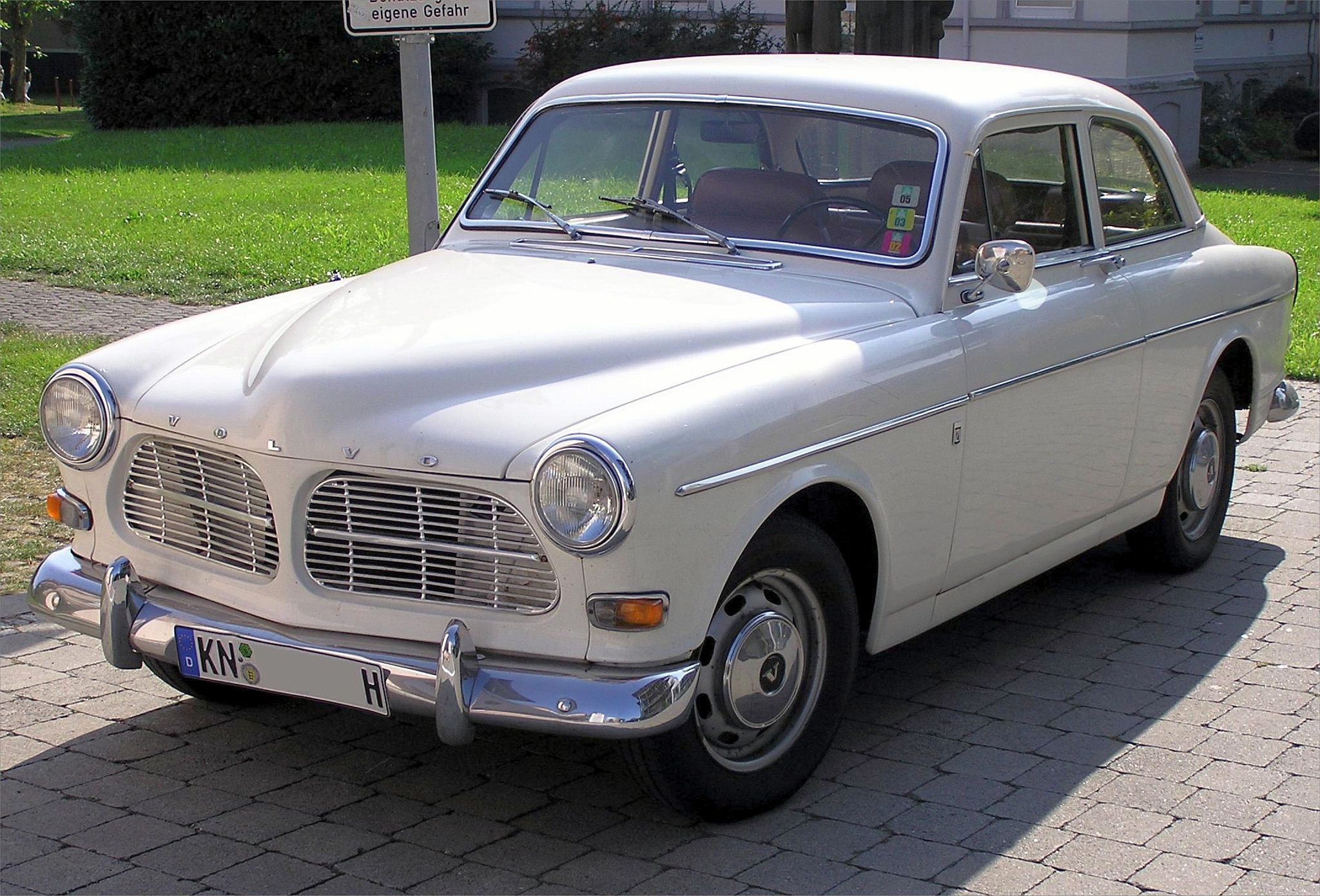
ボルボ・121
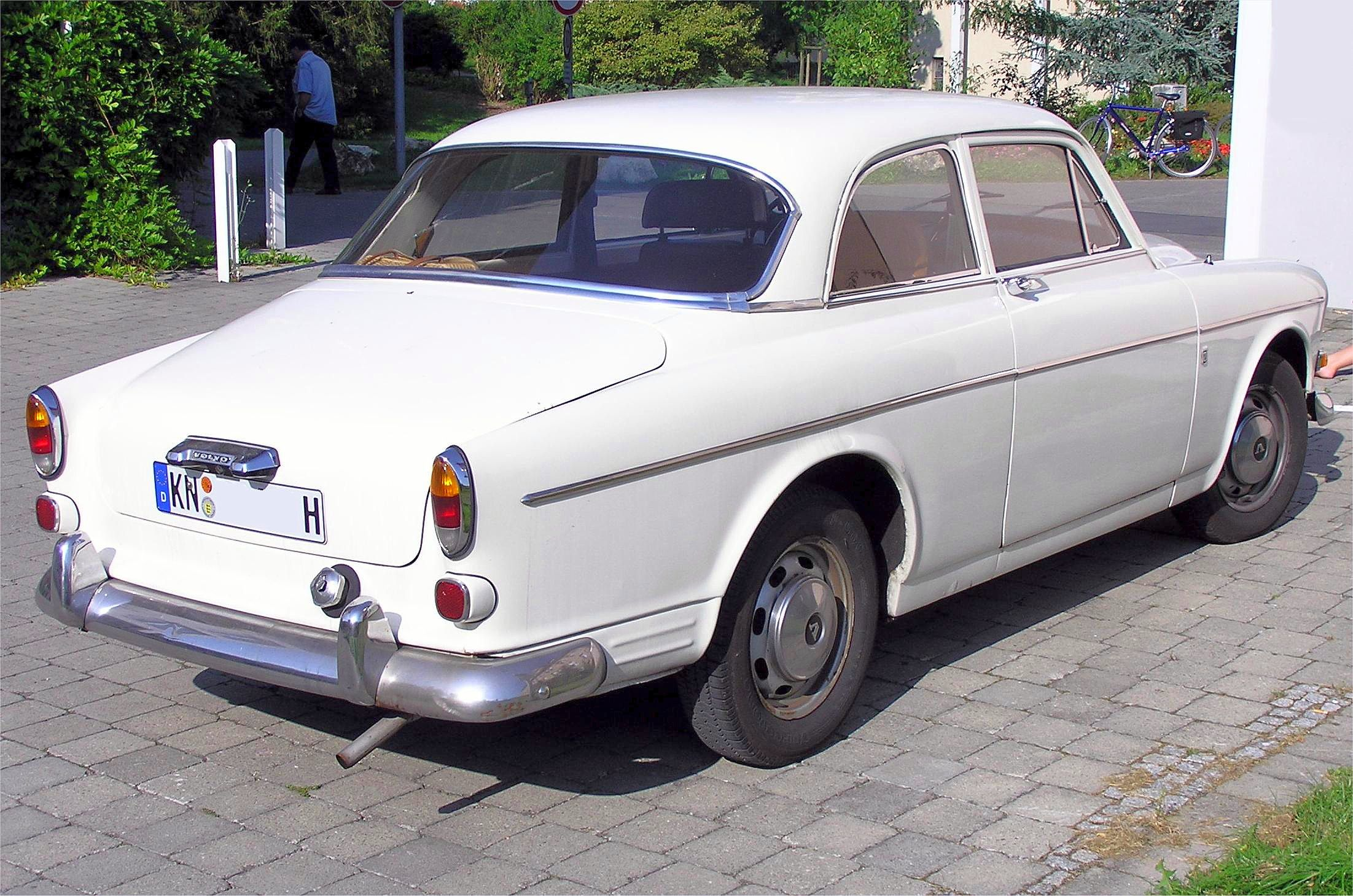
ボルボ・121
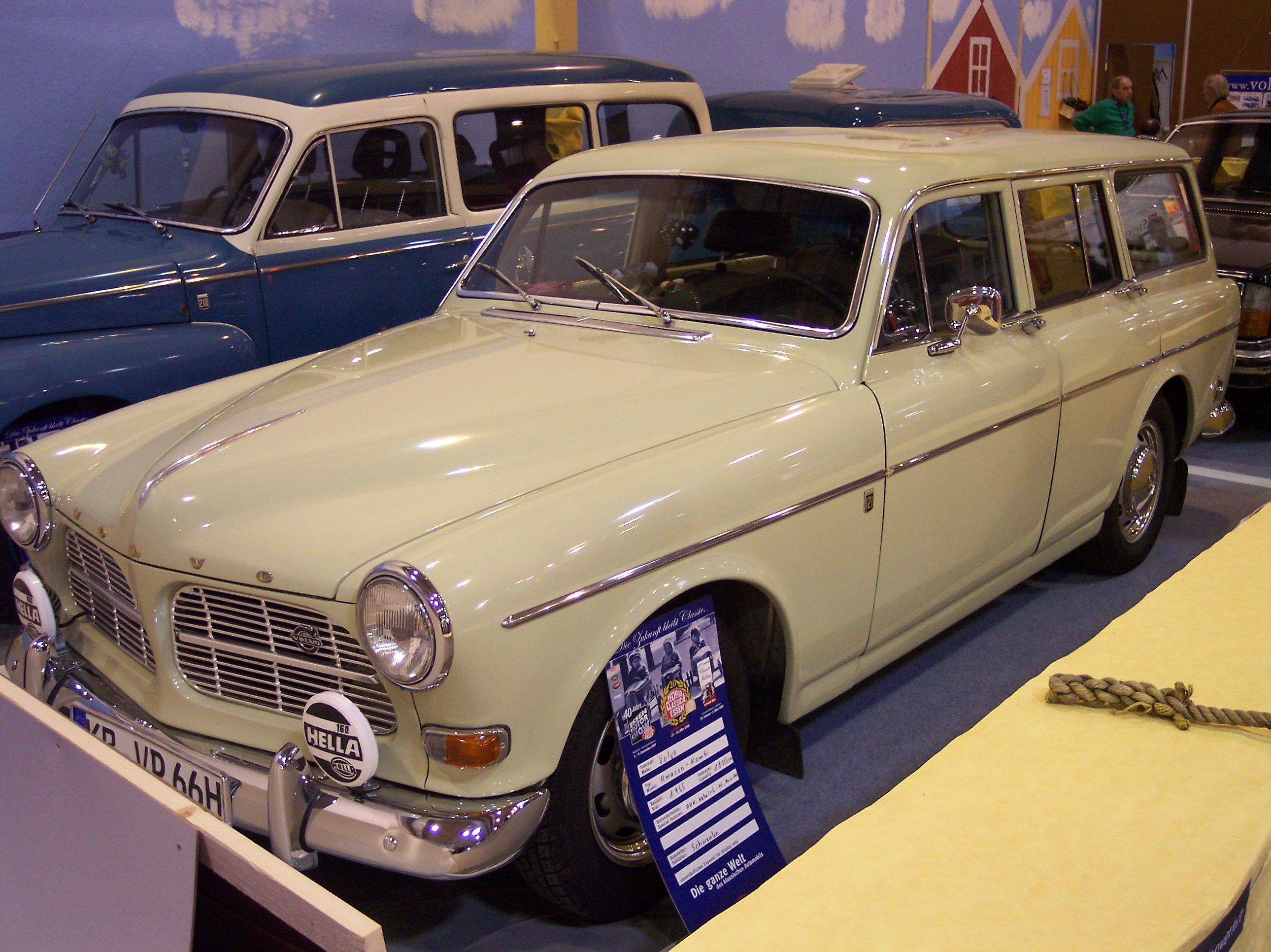
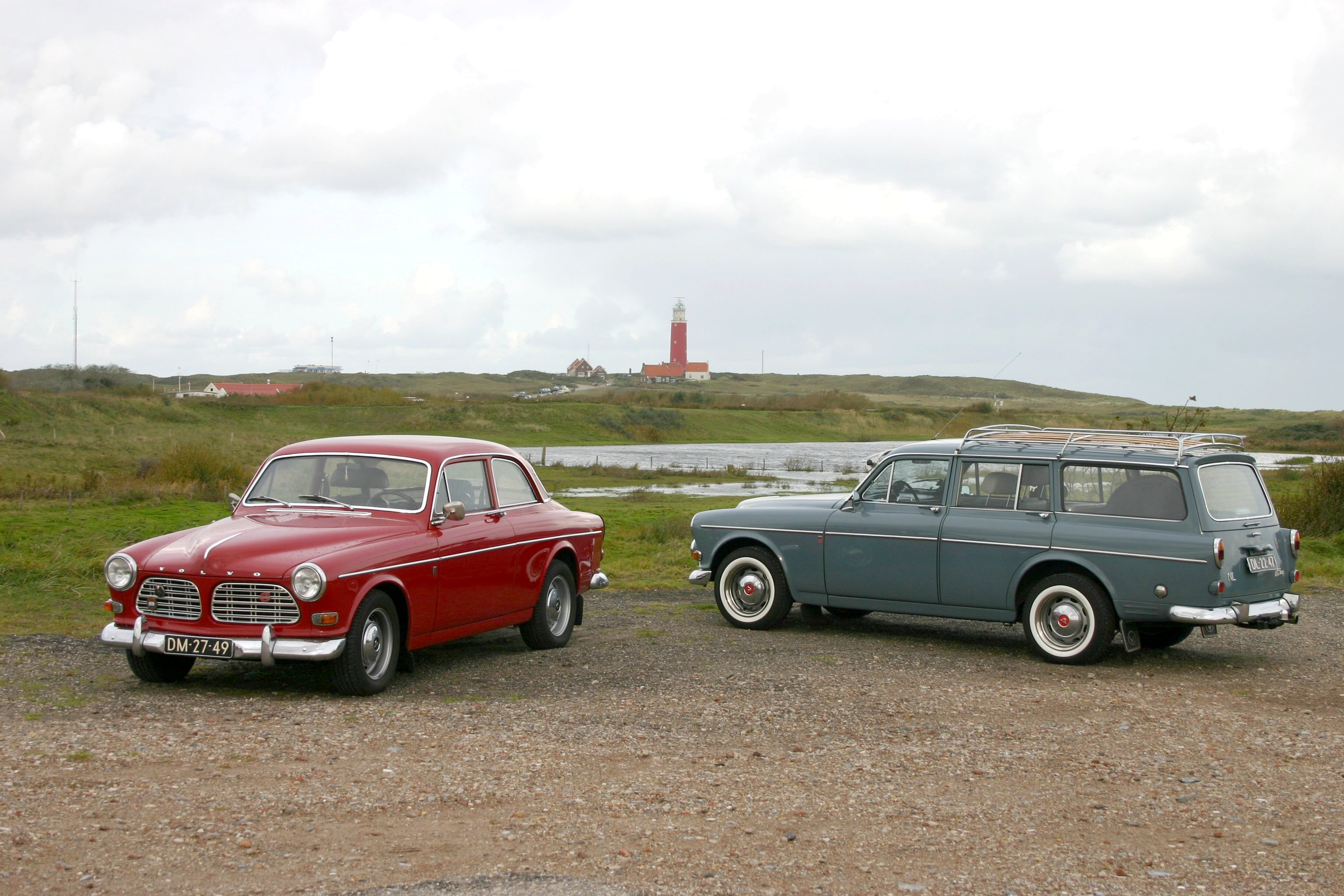
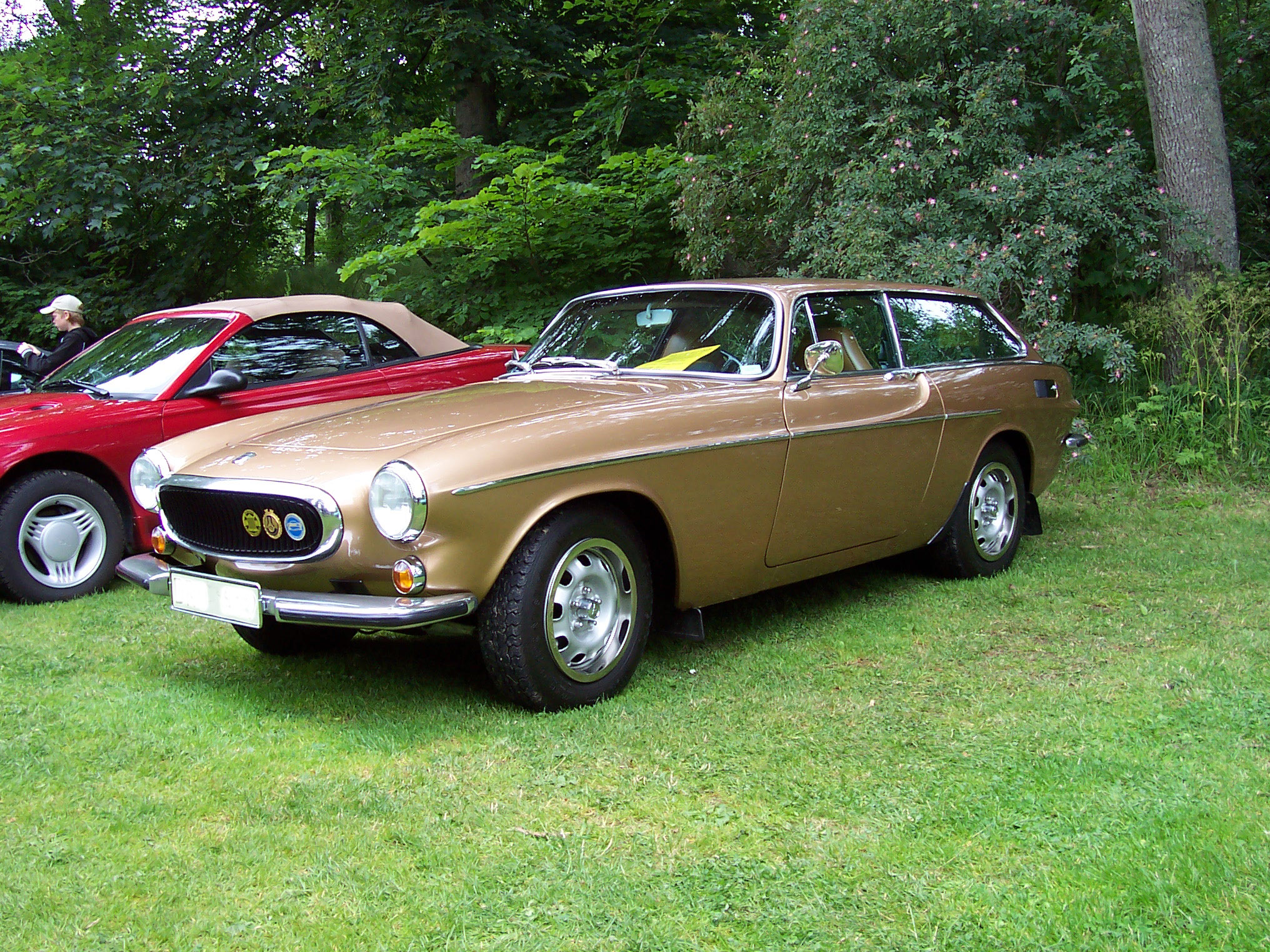
ボルボ・1800ES
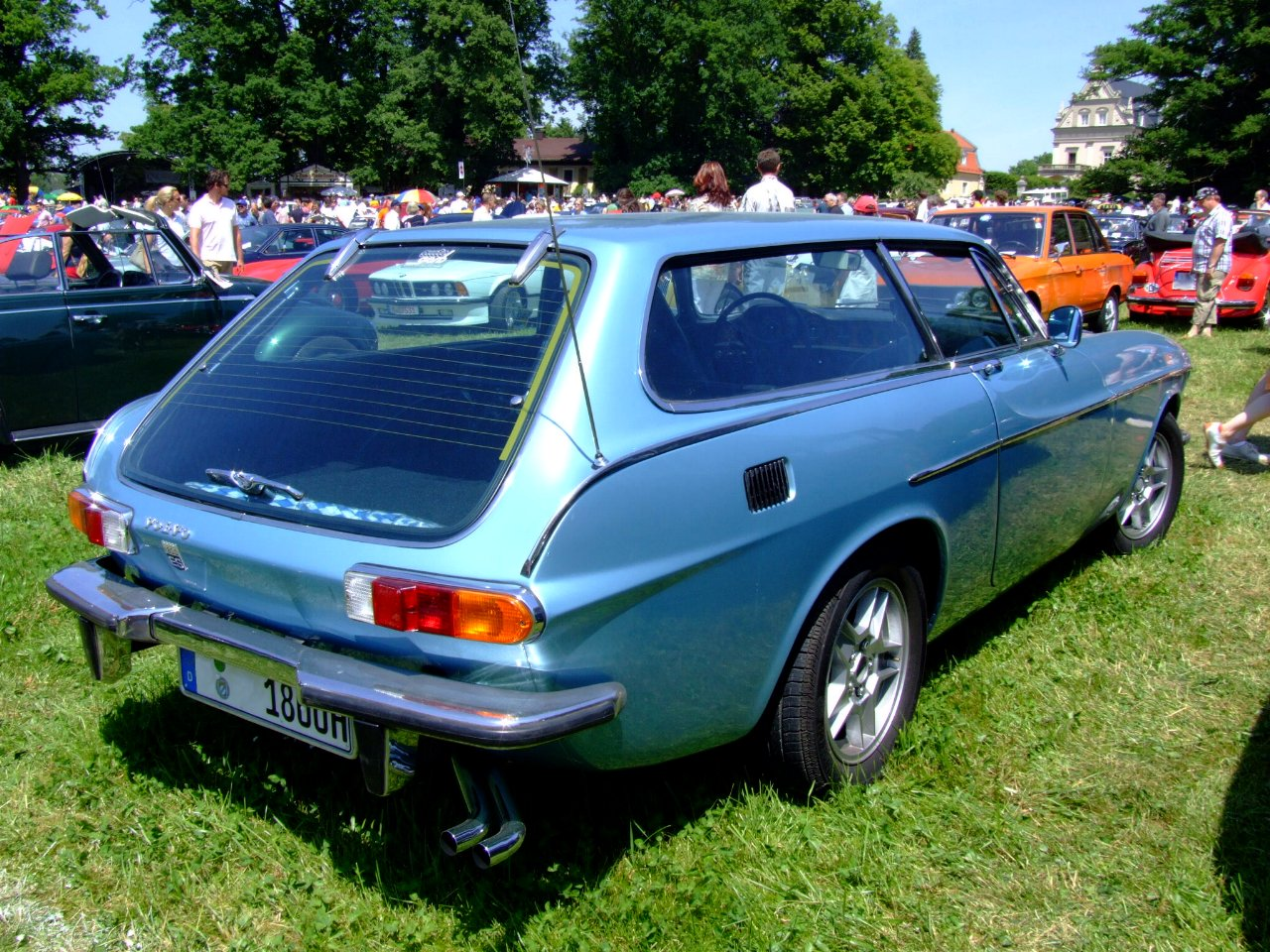
ボルボ・1800ES
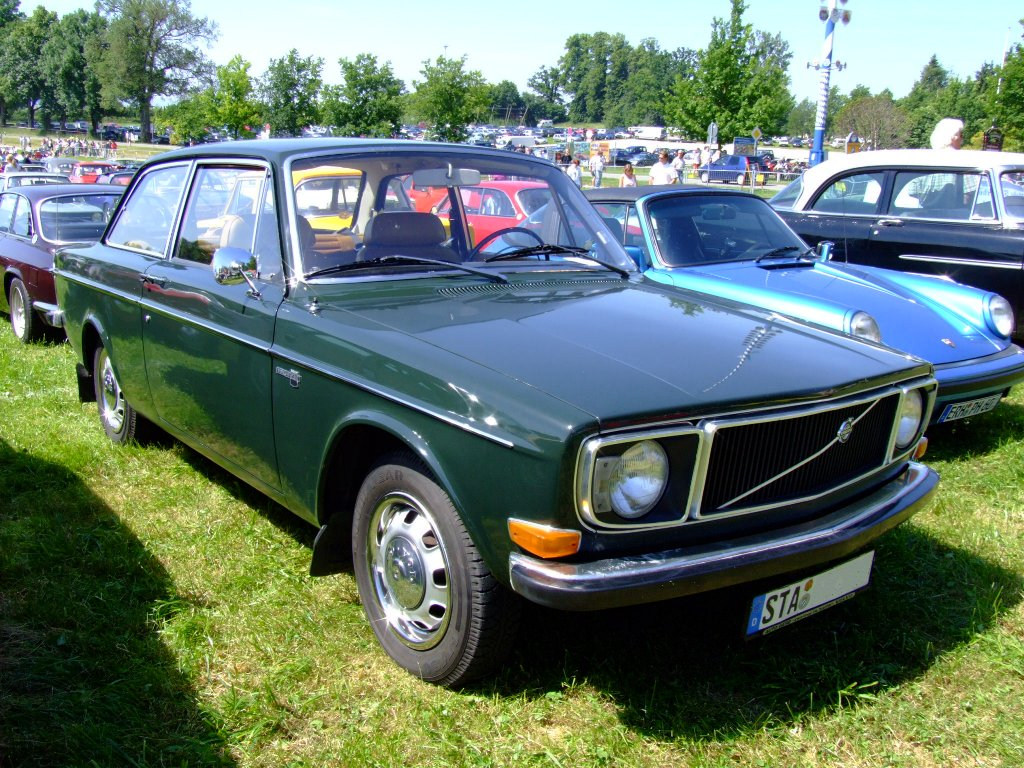
ボルボ・142 2ドア セダン
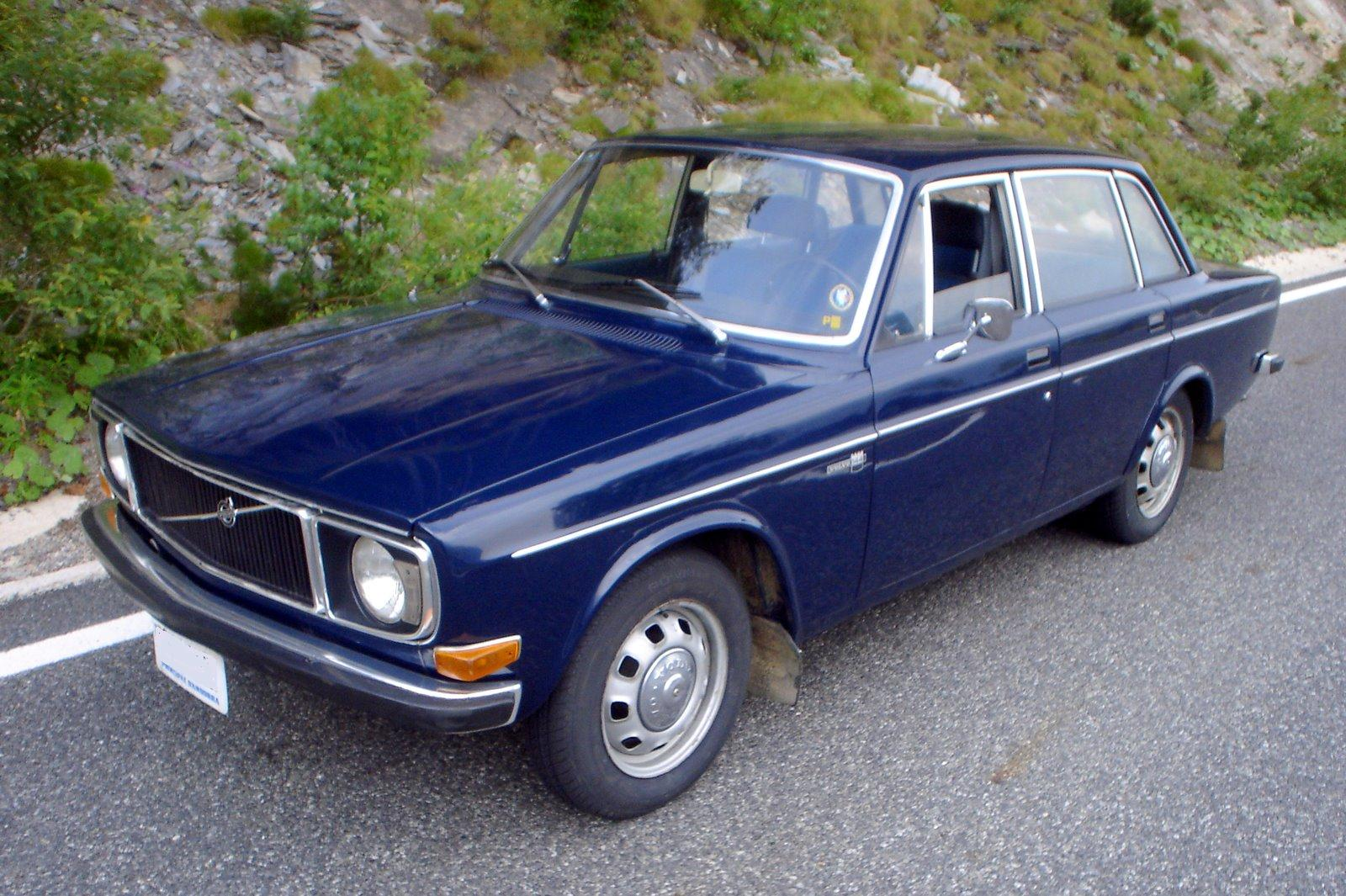
ボルボ・144 セダン
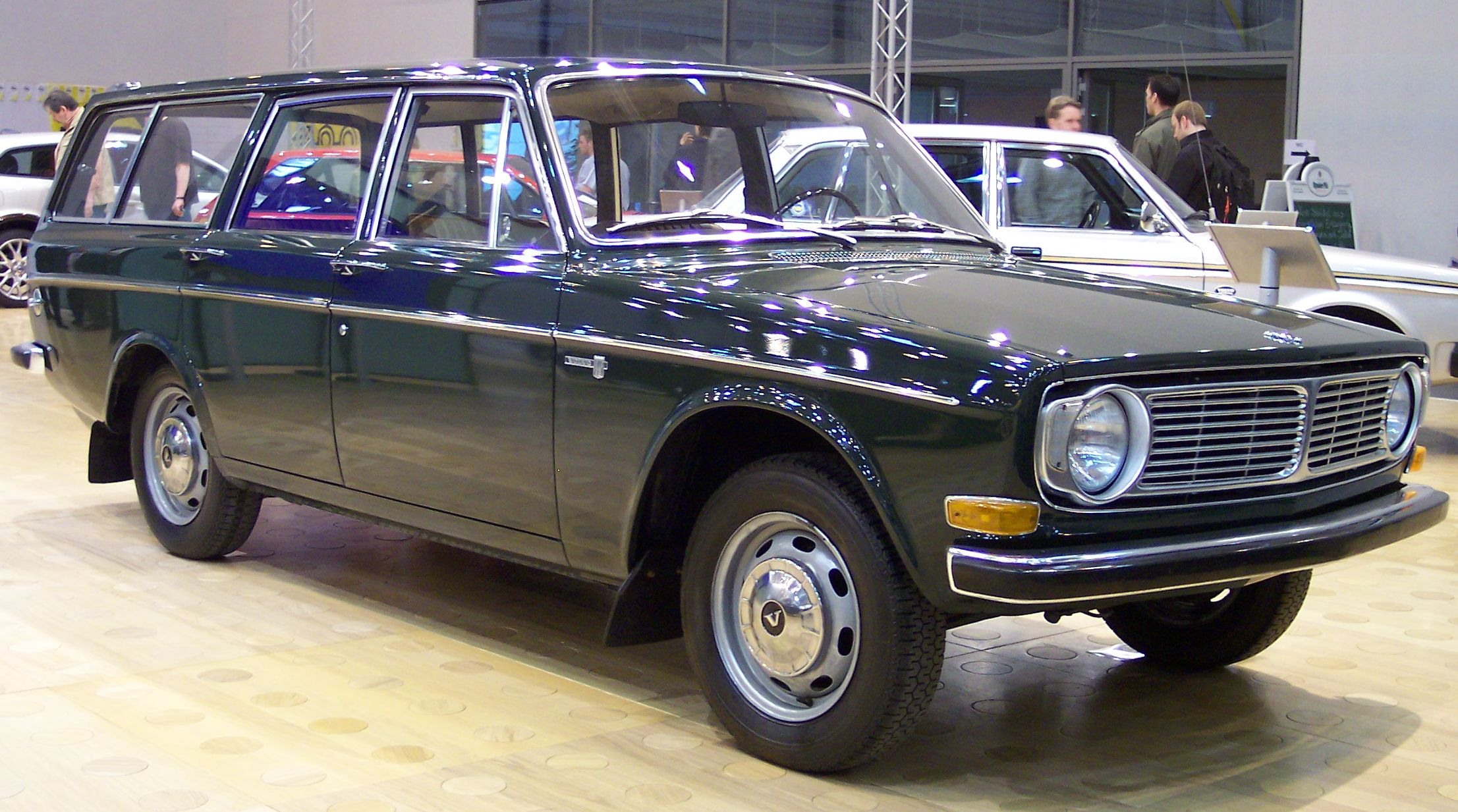
ボルボ・145 ワゴン
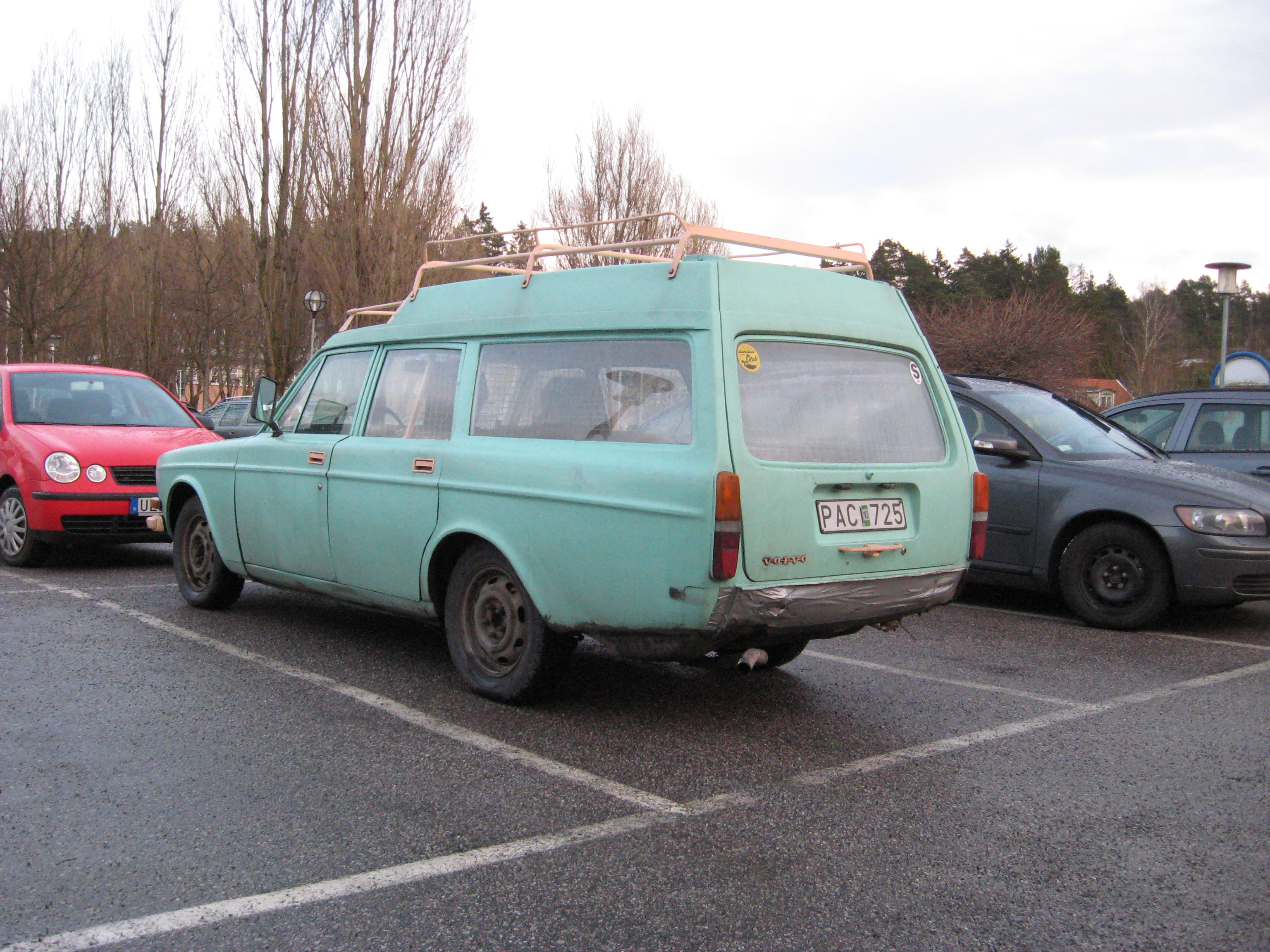
ボルボ・145 ワゴン
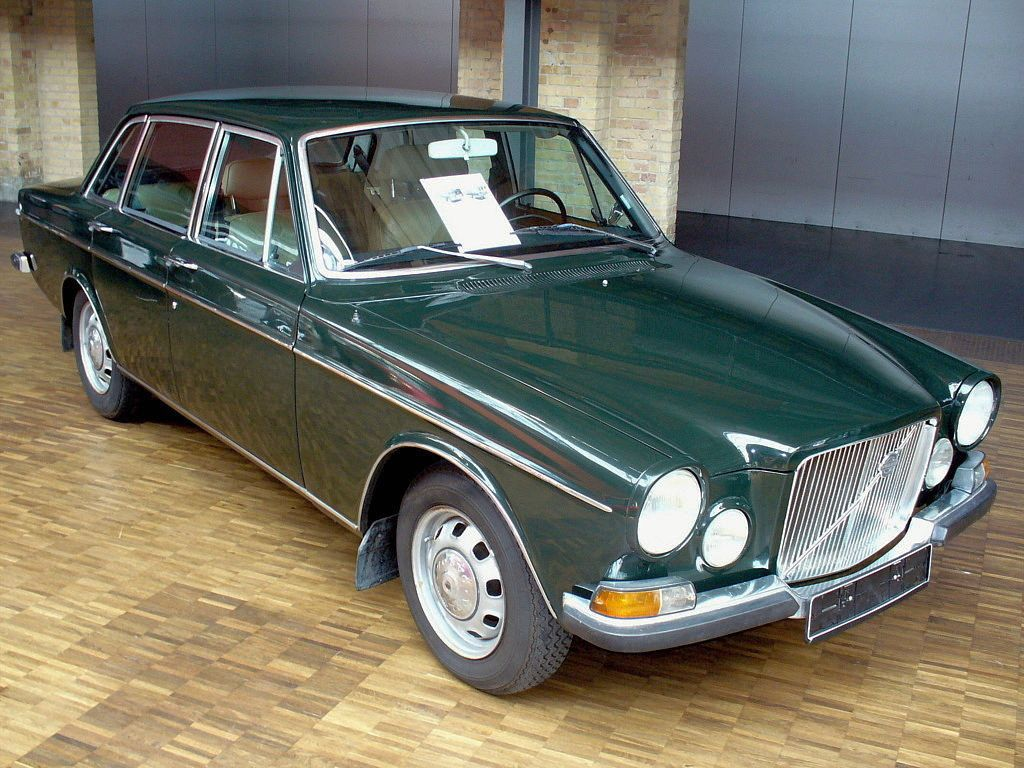
ボルボ・164
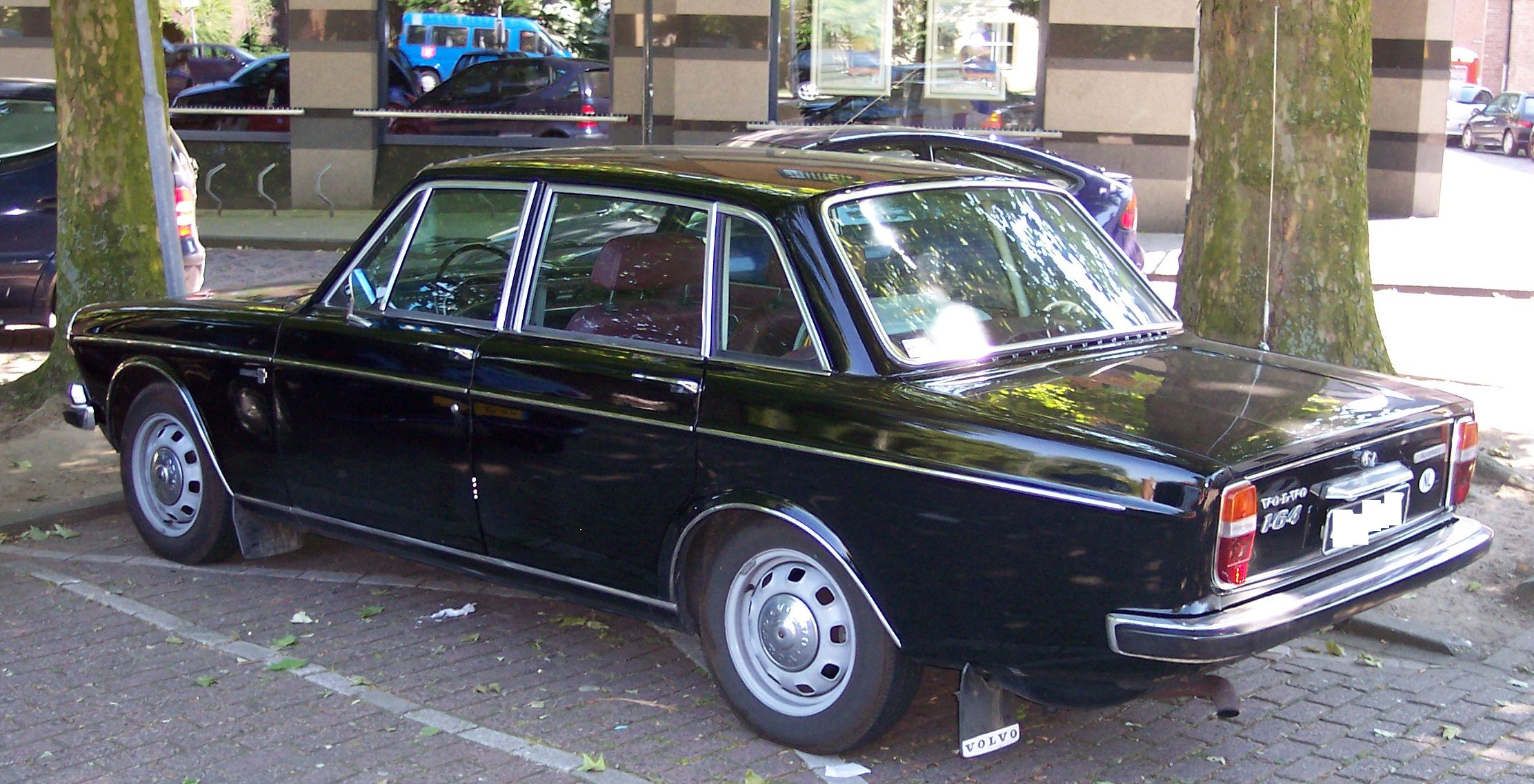
ボルボ・164
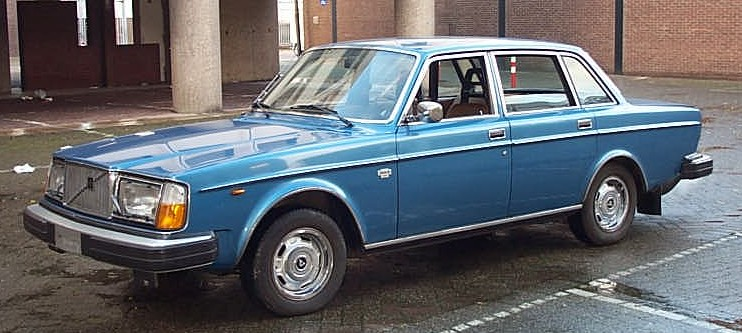
ボルボ・264
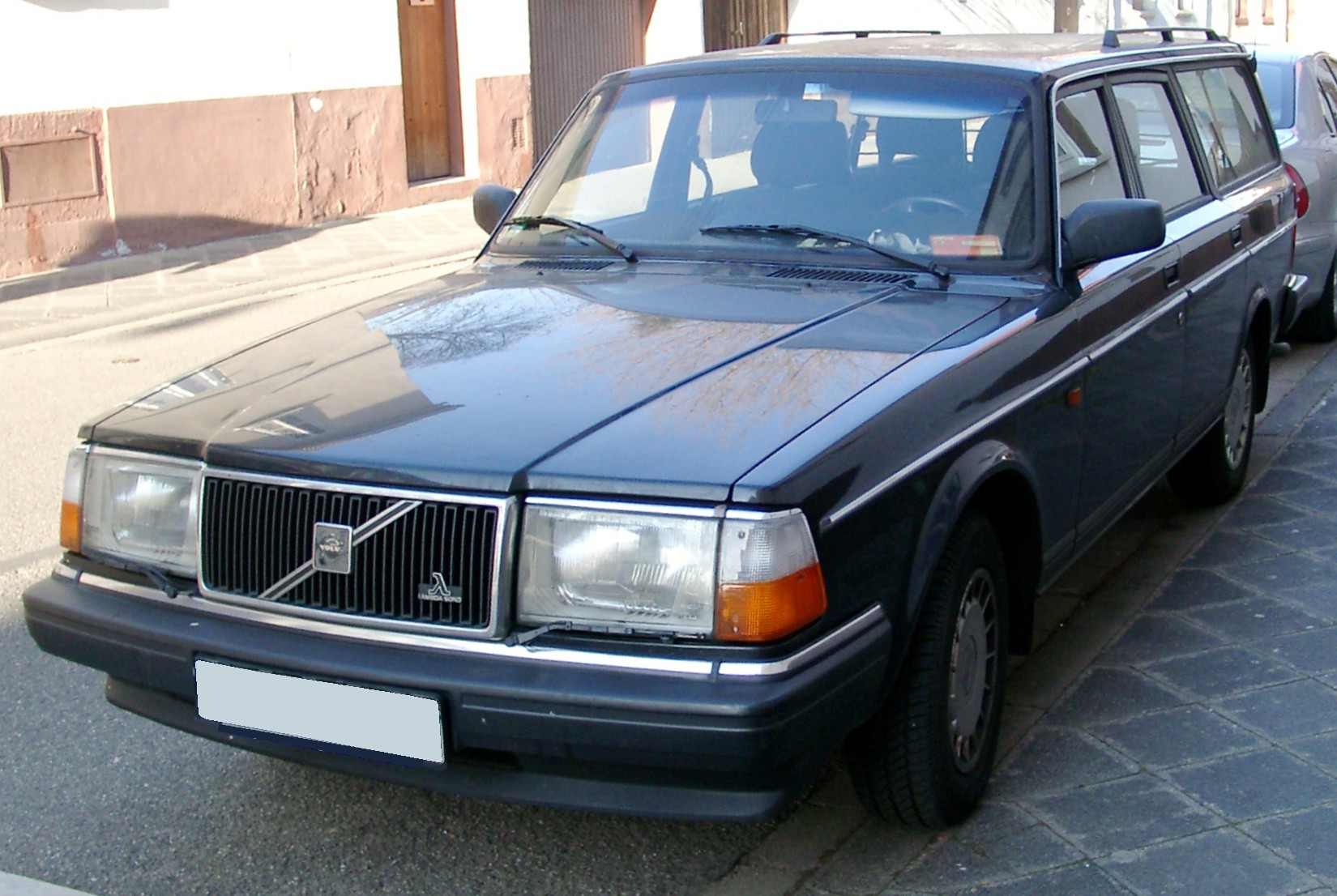
ボルボ・240 セダン
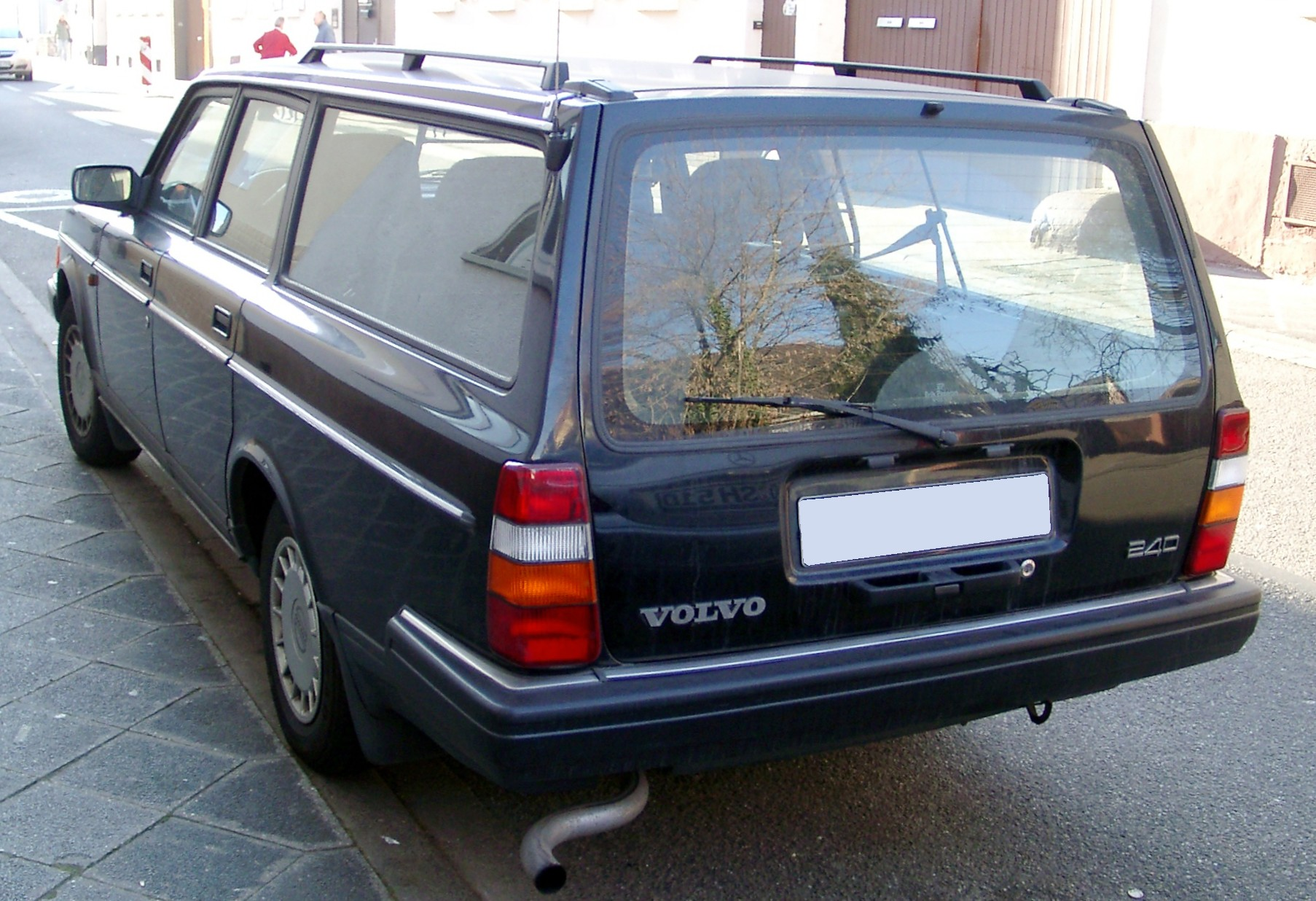
ボルボ・240 セダン
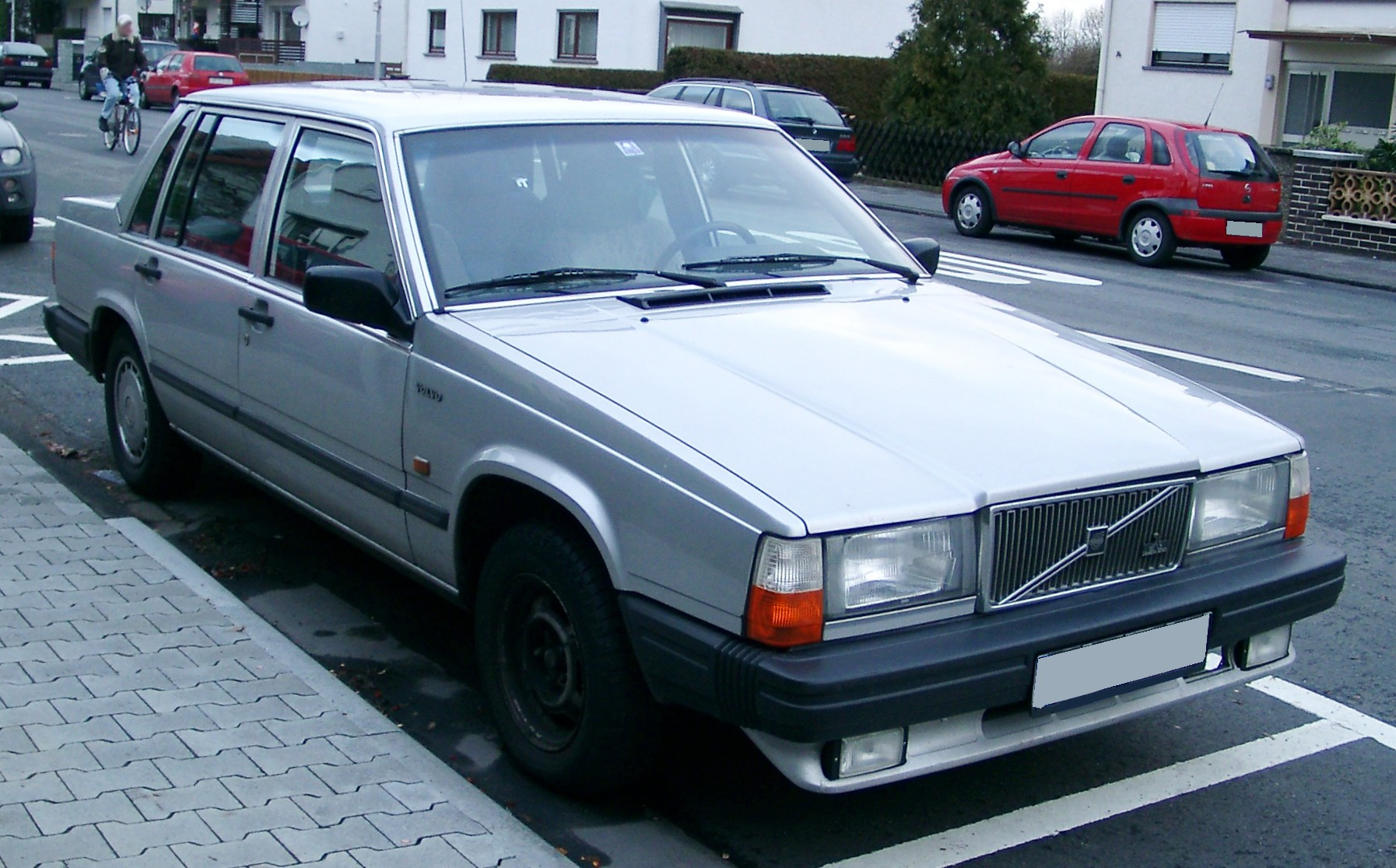
ボルボ・740 セダン
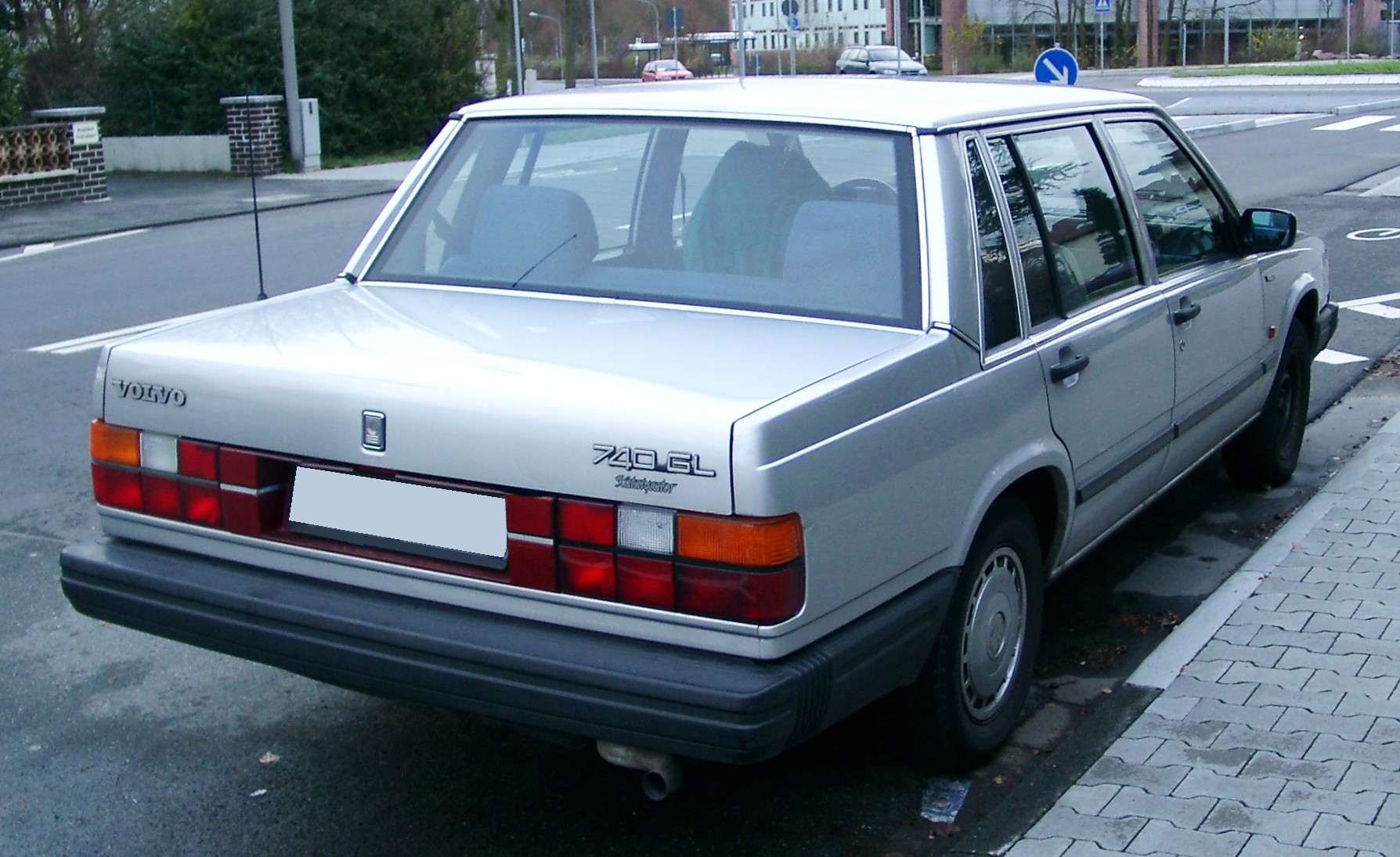
ボルボ・740 セダン
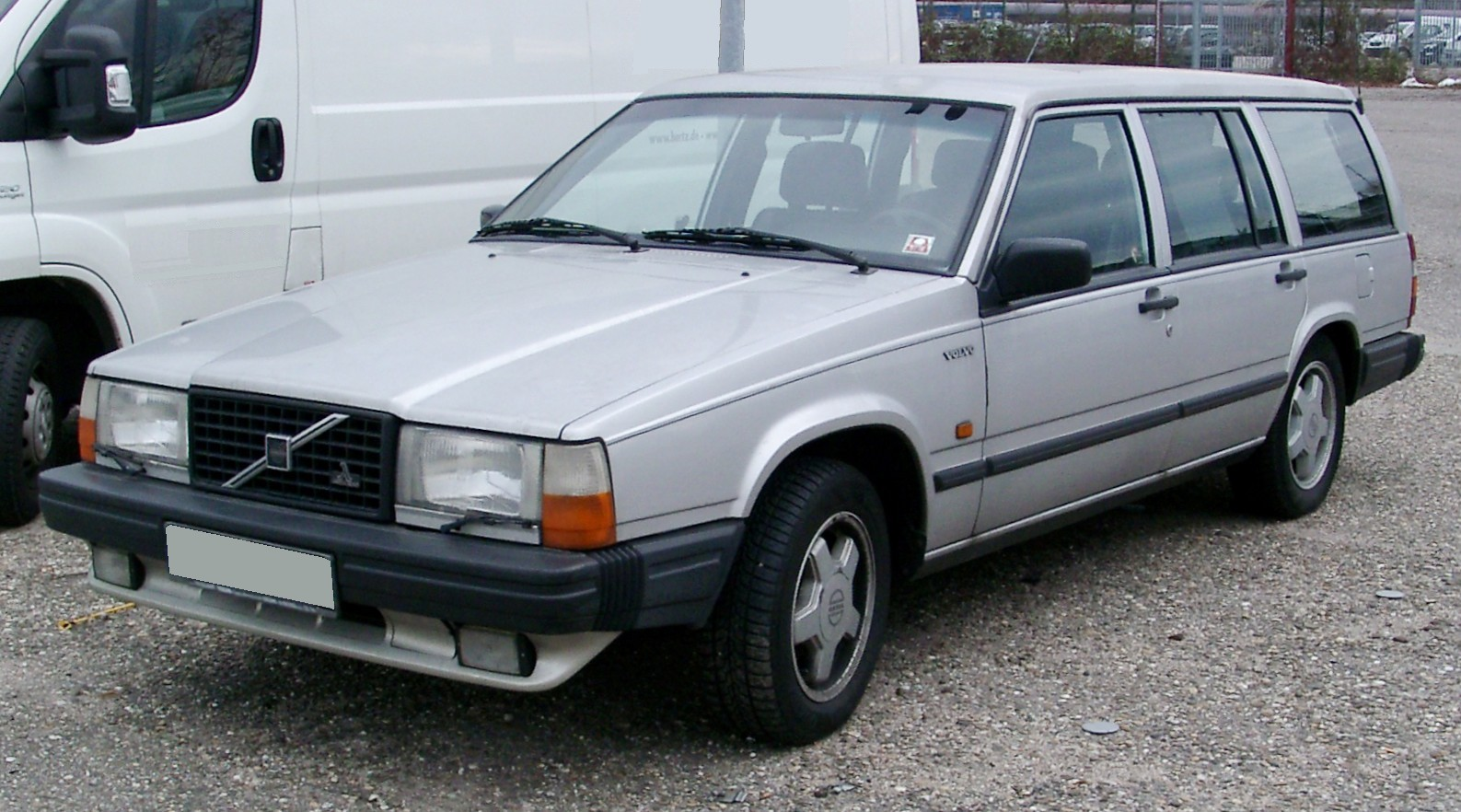
ボルボ・740 ワゴン
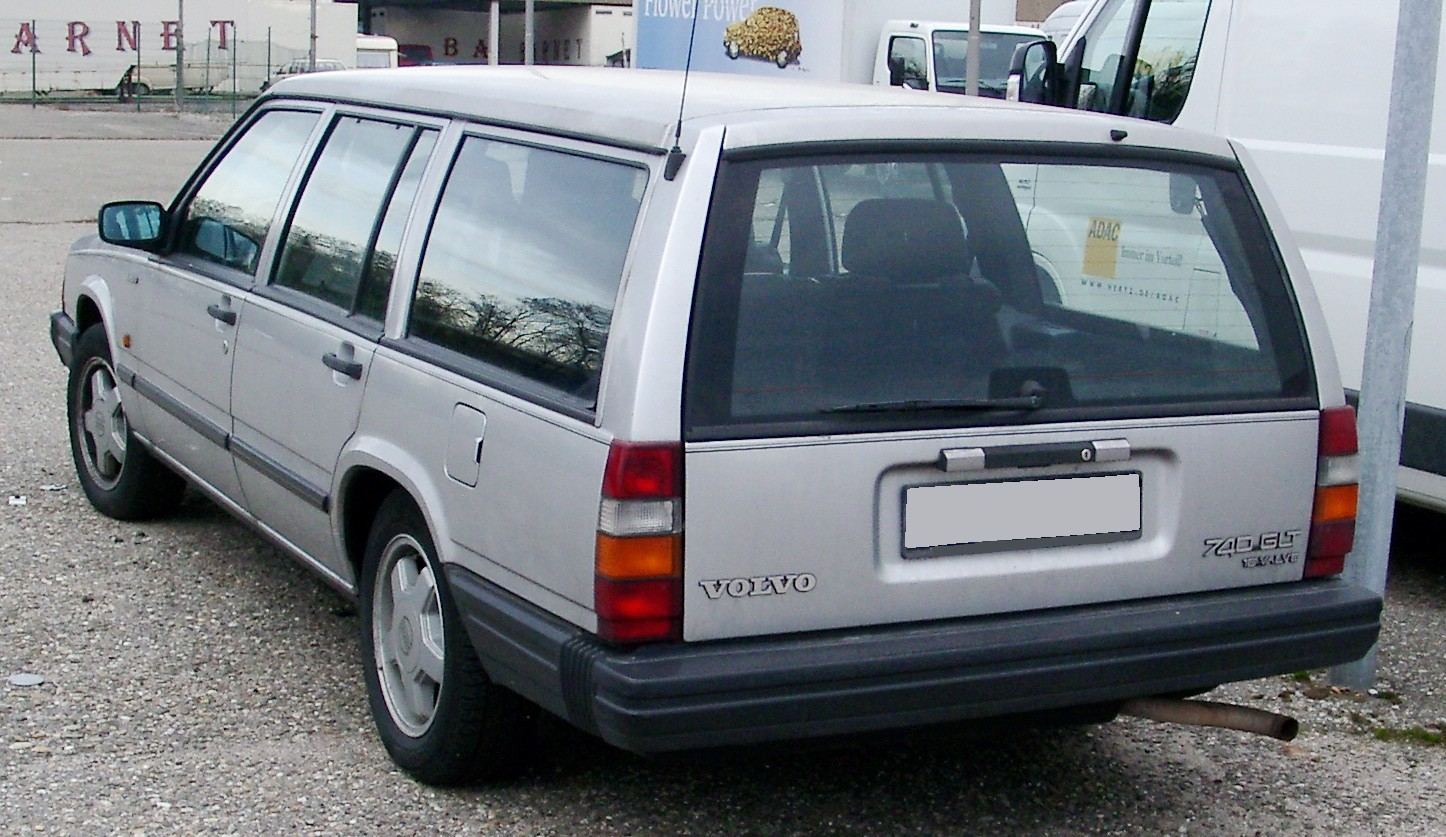
ボルボ・740 ワゴン
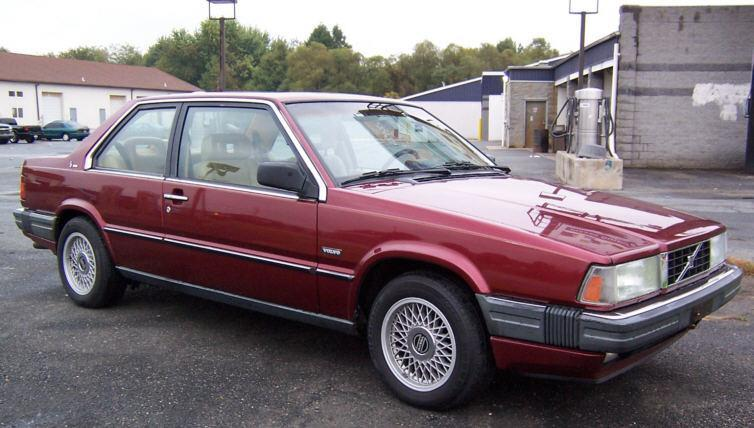
ボルボ・780
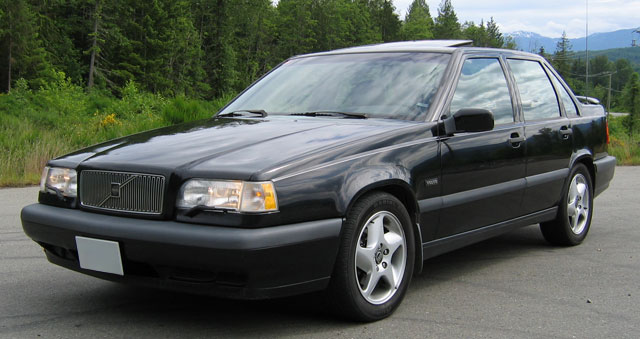
ボルボ・850 セダン
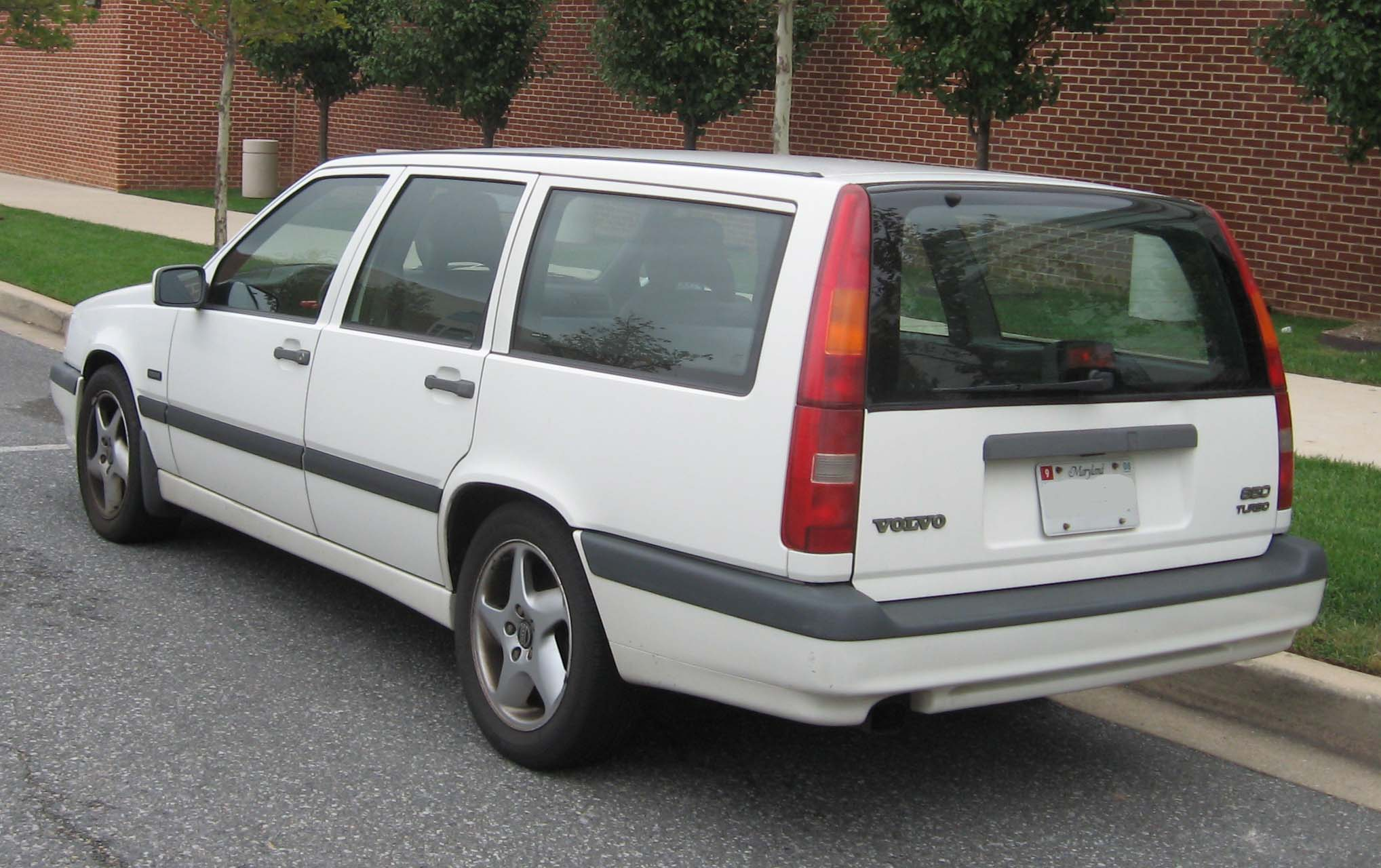
ボルボ・850 ワゴン